# خاندان آلبرت
خاندان آلبرت (انگلیسی: Albret) از خانواده‌های اشرافی ذی‌نفوذ فرانسوی در طول قرون وسطی بود. اعضای آن در جنگ‌های محلی آن دوره خود را متمایز و شاخص کردند؛ و در طول قرن چهاردهم، پس از آن حمایت از فرانسه از انگلستان خارج و به فرانسه منتقل شدنددر آن زمان، خاندان البرت اهمیت قابل توجهی در قلمرو خود به دست آورد، که بخش اعظم آن به کمک‌های که از پادشاهان پی در پی فرانسه به دست آورده بود برمی‌گشت. جان آلبرت، فرزند آلن، پس از ازدواج با کاترین فوکس، پادشاه ناوار شد. پسرش هانری دوم، پادشاه ناوار، دوک آلبرت شد و همسرش ماگارت، خواهر پادشاه وقت فرانسه بود.